# Мазаччо
Маза́ччо (справжнє ім'я: Томмазо ді Джованні ді Симоне Кассаї (Ґвіді), Томмазо ді сер Джованні ді Ґвіді; 21 грудня 1401, Сан-Джованні-Вальдарно, Італія — осінь 1428, Рим) — відомий італійський художник. Один із представників раннього Відродження у живопису.

## Життєпис і творчість

### Ранні роки
Мазаччо прожив дуже коротке життя, тому біографічних свідчень про митця збереглось небагато. Прізвисько художник отримав за свою неуважність і байдужість (з італ. його можна перекласти як «той, що промахується») щодо речей, які лежали за межами мистецтва, котрим Мазаччо, за спогадами товаришів, був одержимим.
Припускають, що вчителем Мазаччо був флорентієць Мазоліно. Великий вплив на юнака мали творчість Джотто і контакти з відомими сучасниками: скульптором Донателло та архітектором Брунеллескі — одним з діячів флорентійського «кватроченто». Очевидно, Брунеллескі допомагав Мазаччо у питаннях зображення перспективи у картинах.
На початку XIV століття живопис ще перебував під впливом середньовічних консервативних канонів. Мазаччо разом із Брунеллескі та Донателло очолили реалістичний напрям у флорентійському мистецтві, найбільш перспективний.
Найперший твір маляра, який зберігся — картина, була написана близько 1420 року для церкви Сант Амброджио, «Мадонна з немовлям і зі Св. Анною» (зберігається у галереї Уффіці, Флоренція). Вже у ній видно ті проблеми (композиція, перспектива і пропорції людського тіла), над якими працюватимуть усі художники епохи Відродження.
У 1422 році Мазаччо вступив до цеху медиків і аптекарів (куди приймали і художників), а в 1424 році — у товариство Св. Луки.
У 1426 році він виконав великий вівтар (т. зв. поліптих), складений з кількох частин для церкви Дель Карміне у Пізі. Частини поліптиха зараз розкидані по музеях кількох міст світу (Лондон, Неаполь, Піза, Відень, Берлін).

### Фрески капели Бранкаччі

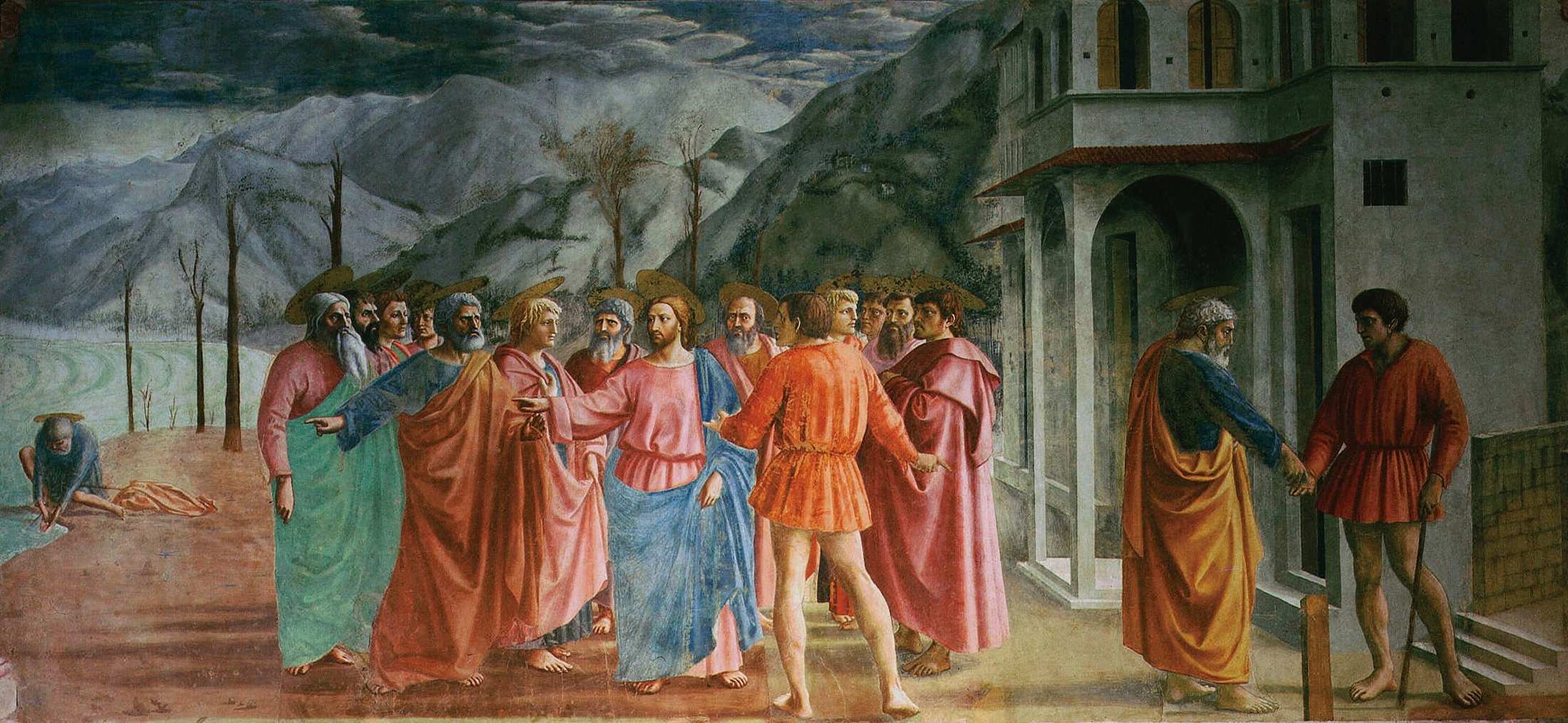
Фреска «Диво з динарієм», бл. 1425, каплиця Бранкаччі, Санта-Марія-дель-Карміне, Флоренція

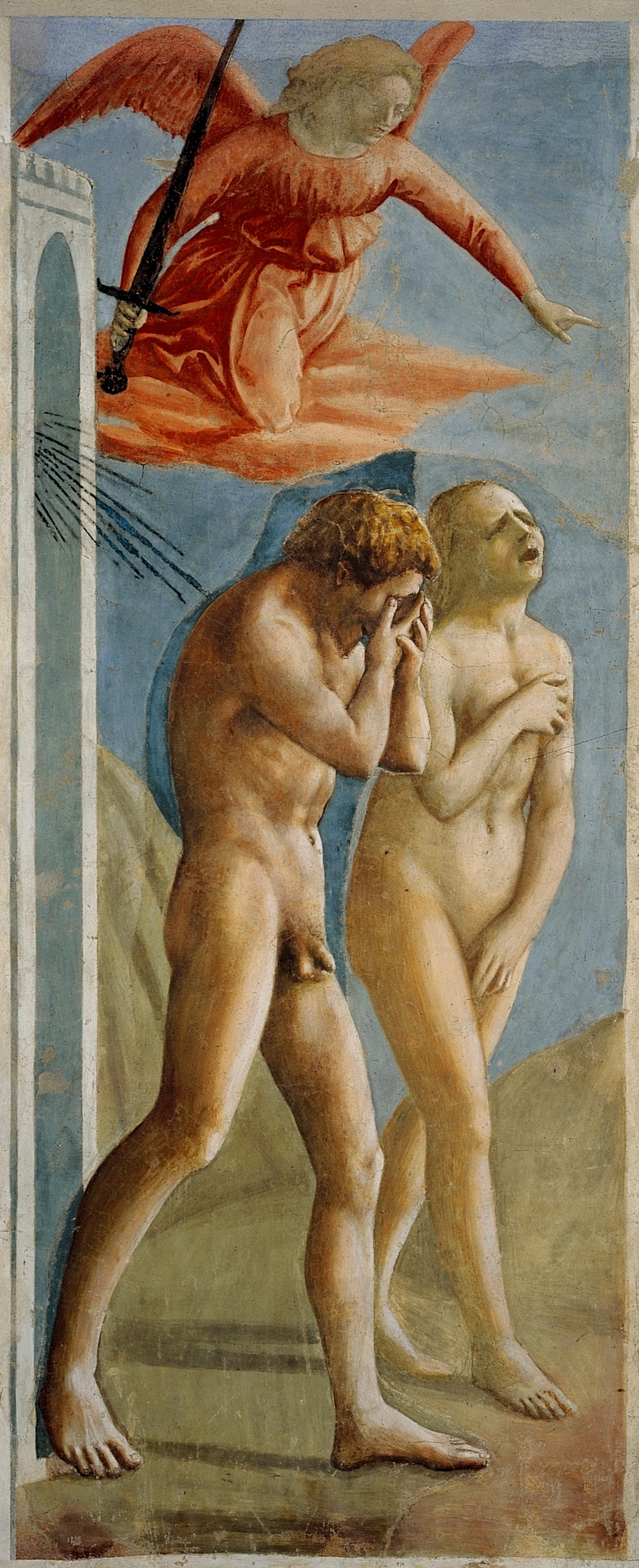
Фреска Вигнання із раю після реставрації

Вінцем творчості Мазаччо називають розписи каплиці Бранкаччі — частини церкви Санта Марія дель Карміне. Розписувати капелу почав у 1424 році Мазоліно, потім його роботу продовжив Мазаччо, а закінчив тільки через кілька років після смерті Мазаччо художник Філіппіно Ліппі.
Характерні дві фрески: «Диво з динарієм» (інша назва «Il tributo») і «Вигнання із раю». У першій (255×598 см) автор переказує біблійну історію про збирача податків, який вирішив зтягнути мито з Ісуса і апостолів. Ісус наказав апостолові Петру виловити рибу з озера і витягнути з її рота динарій. Петро дійсно знайшов у роті рибини монету, яку і віддав податківцю.
Різні сцени легенди Мазаччо розмістив на одній фресці: у середині стоїть Ісус, оточений учнями, ліворуч — на дальньому плані видно Петра, який витягає на берег рибину, а праворуч апостол віддає гроші збирачу податків.
Мазаччо не нагромаджував фігури цілими рядами, як робили зазвичай художники-попередники — він згуртував їх окремими смисловими частинами, які вільно розмістив у пейзажі.
У «Вигнанні із раю» (205×88 см) митець вирішив гостру проблему правильного передавання будови оголеного людського тіла. Не тільки саме власне зображення Адама і Єви анатомічно правильне, а й видно їх трагічний вираз розпачу на обличчях, пози тіла дуже природні і пластичні, на відміну від традиційних середньовічних статичних (нерухомих) поз. Над їх головами летить янгол з мечем у руці — його зображення ніби летить і насувається на глядача, що створює враження просторовості малюнка. Тіні на зображеннях Мазаччо майстерно пристосував до природного джерела світла у капелі — вікон, розташованих високо праворуч. Це зробило малюнки ще природнішими.
Капела Бранкаччі стала прикладом, справжньою школою мистецтва для багатьох італійських живописців: сюди приходили і Леонардо да Вінчі, і Боттічеллі, і Рафаель, щоб на власні очі побачити праці одного з піонерів ренесансного реалізму на італійських землях.
Леонардо да Вінчі писав: «…флорентієць Томмазо, названий Мазаччо, показав своїм довершеним творінням, що ті, кого надихала не природа, учителька учителів, працювали даремно».

### Смерть
У 1428 році Мазаччо поїхав до Риму і незабаром звідти прийшла новина про його смерть. Йому тоді щойно виповнилось 27 років. Раптова смерть викликала багато чуток про начебто отруєння талановитого майстра. Цю версію підтримує Джорджо Вазарі у праці «Життєписи найвідоміших живописців, різьбярів і архтекторів» (1550). Швидше за все це чергова байка Джорджо Вазарі, що користувався давніми переказами. Мазаччо, ймовірно, помер від якоїсь інфекційної хвороби, яка перебігала з гарячкою, ймовірно малярії, якої чимало було в тогочасному Римі.

## Галерея

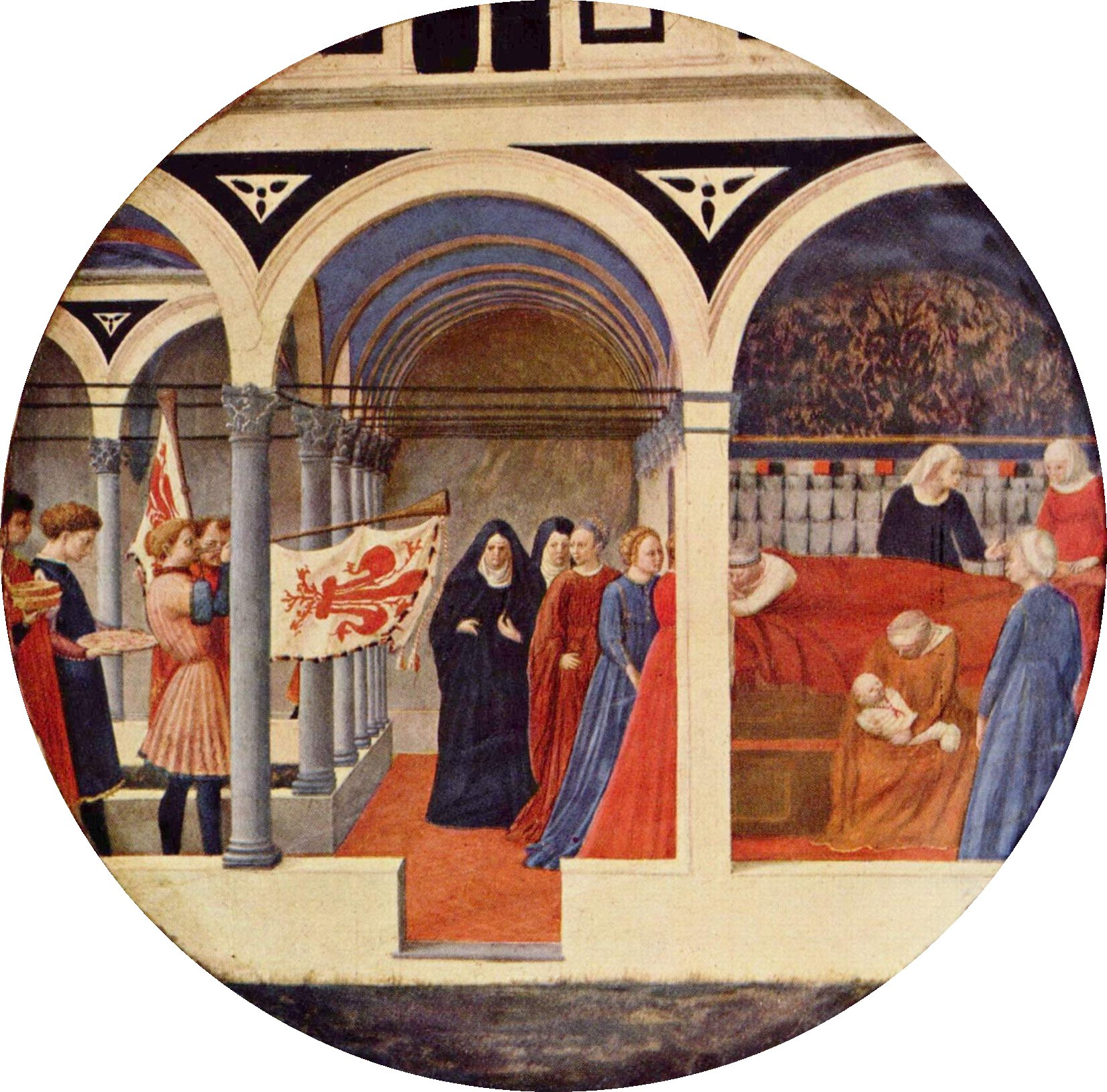
«Тондо», бл. 1420, Берлінська картинна галерея
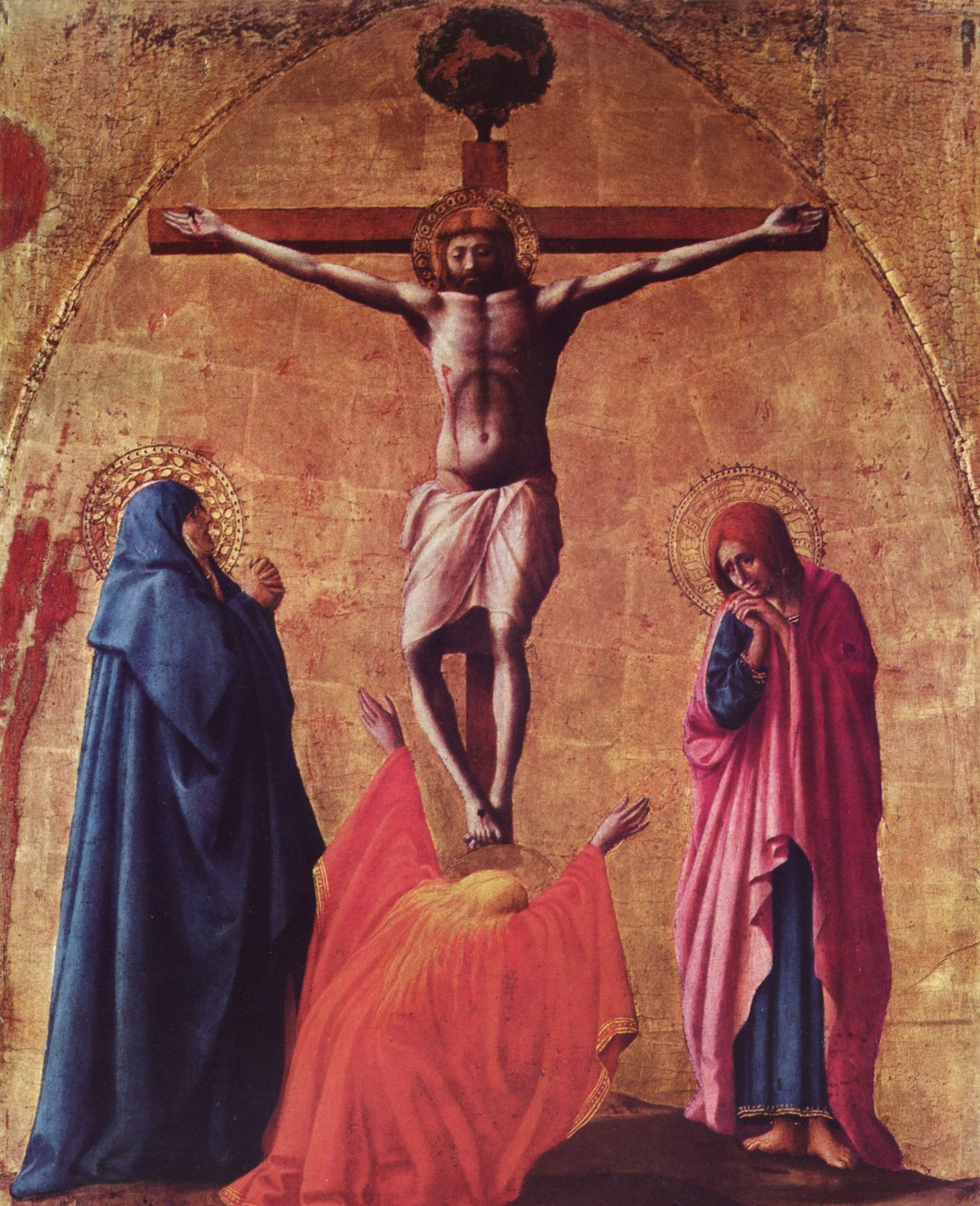
«Розп'яття Христа», 1426, Каподімонте, Неаполь
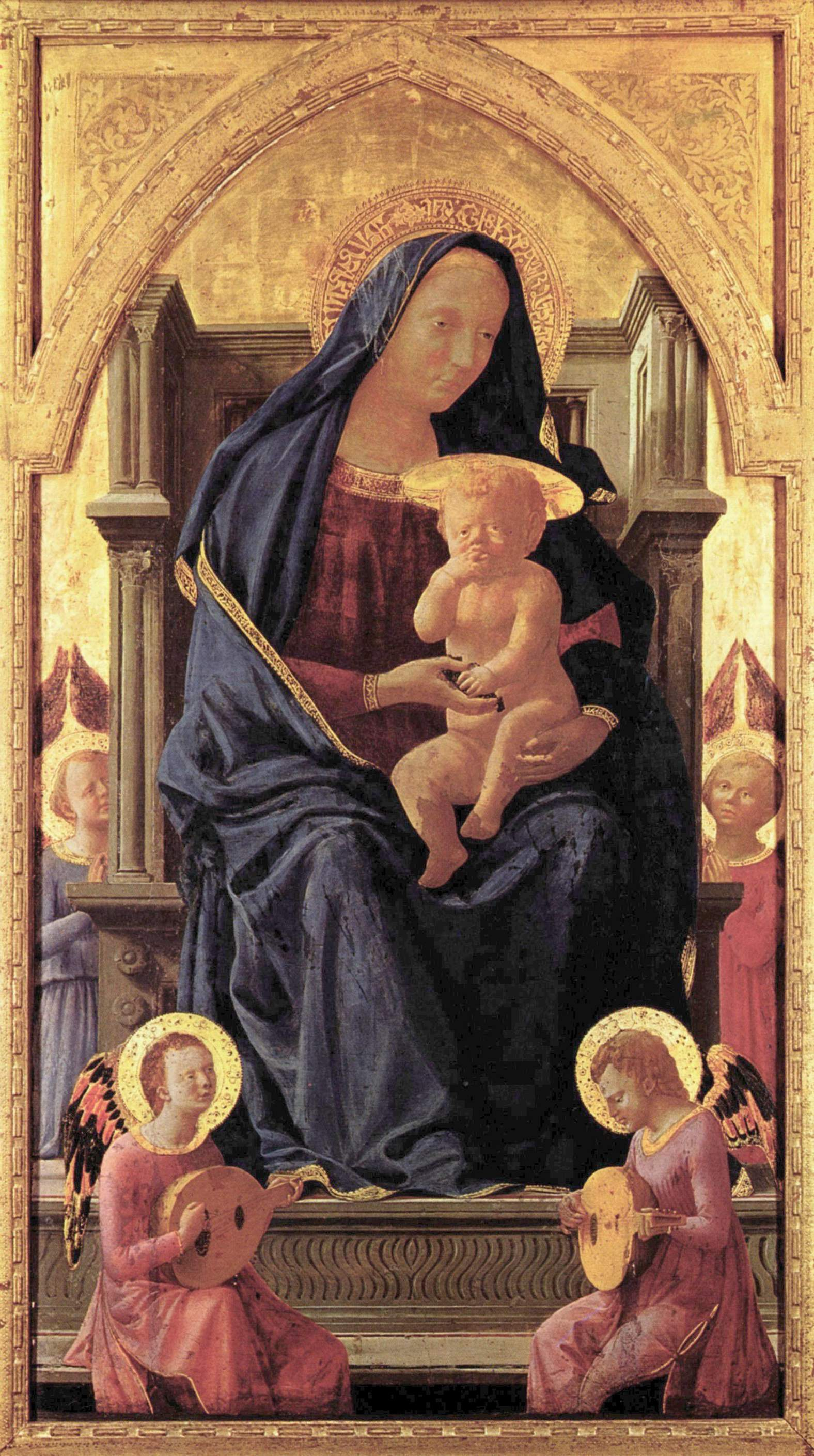
«Мадонна з дитям», 1426, Національна галерея, Лондон
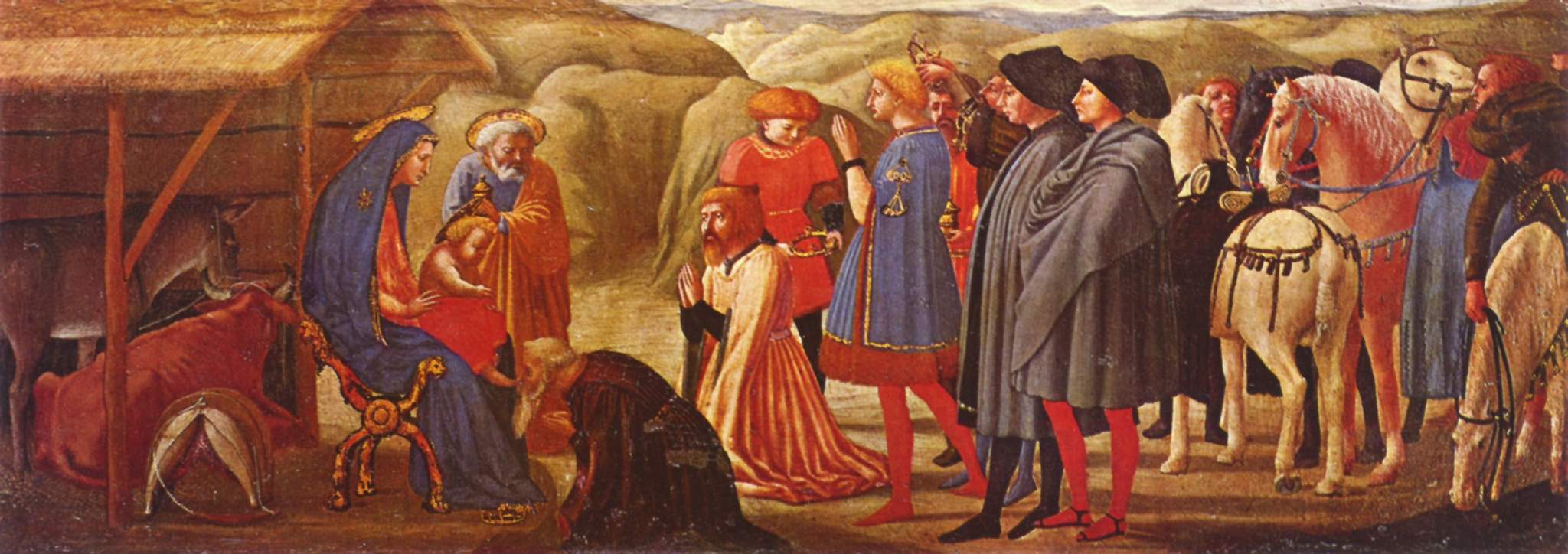
«Поклоніння волхвів», 1425-1428, Берлінська картинна галерея
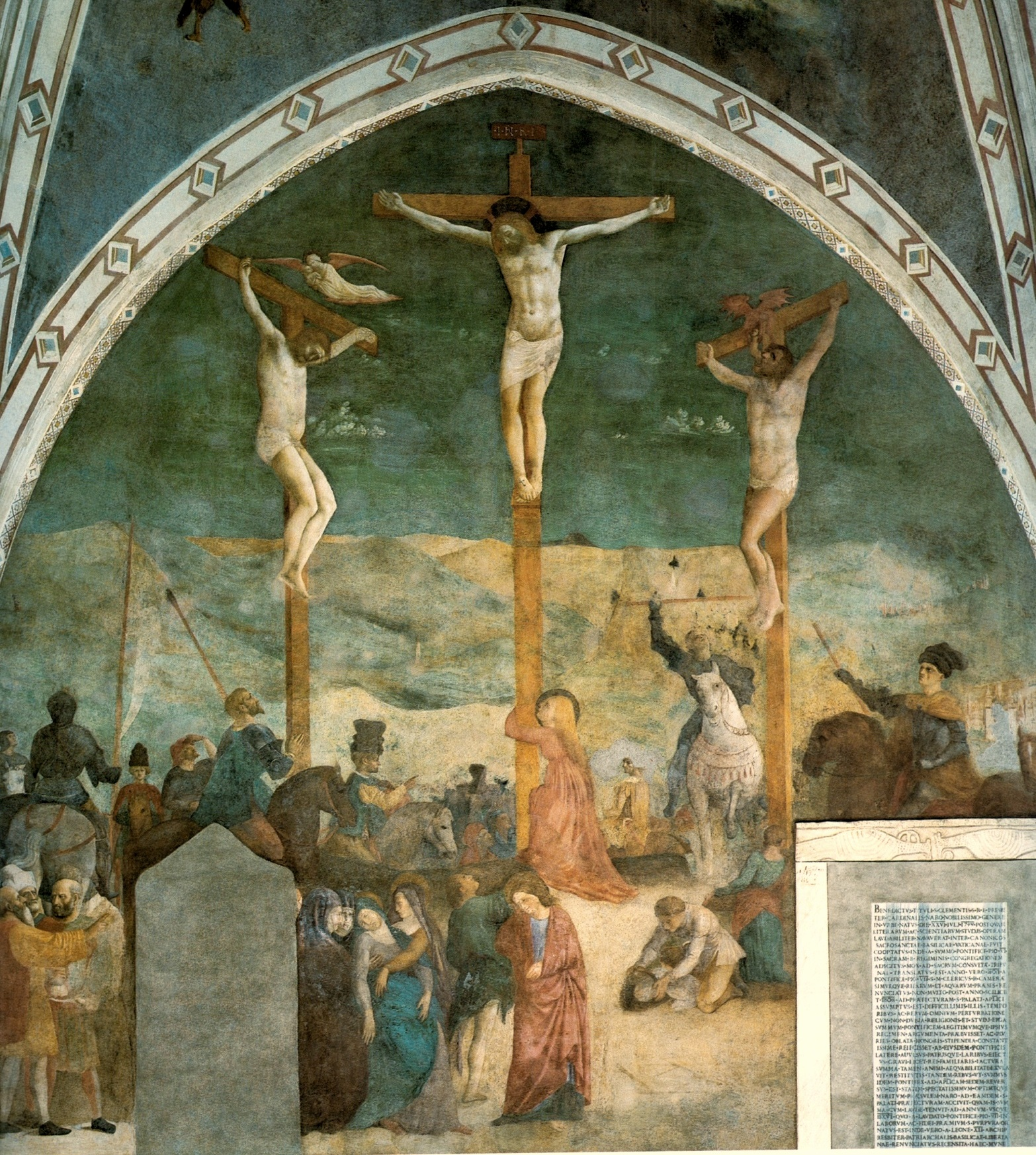
Мазоліно да Панікале і Мазаччо, «Розп'яття на хресті», бл. 1428-30, Базиліка святого Климента, Рим
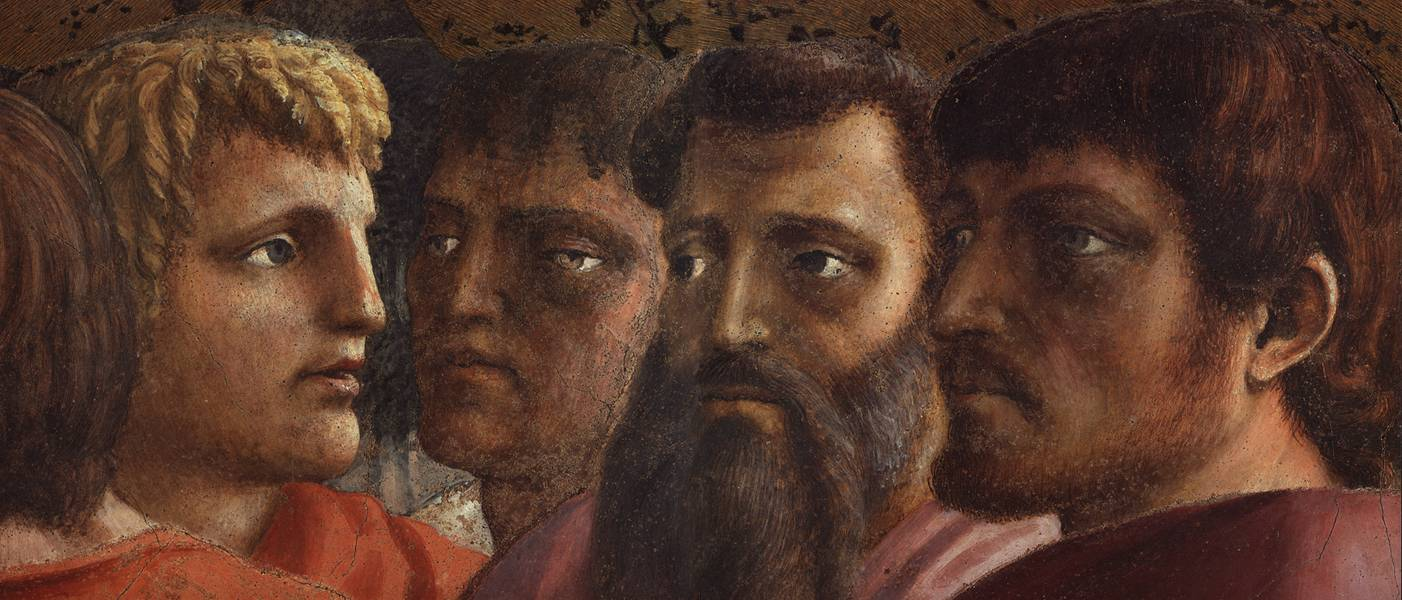
«Диво з динарієм» (деталь), бл. 1425, каплиця Бранкаччі, Санта-Марія-дель-Карміне, Флоренція
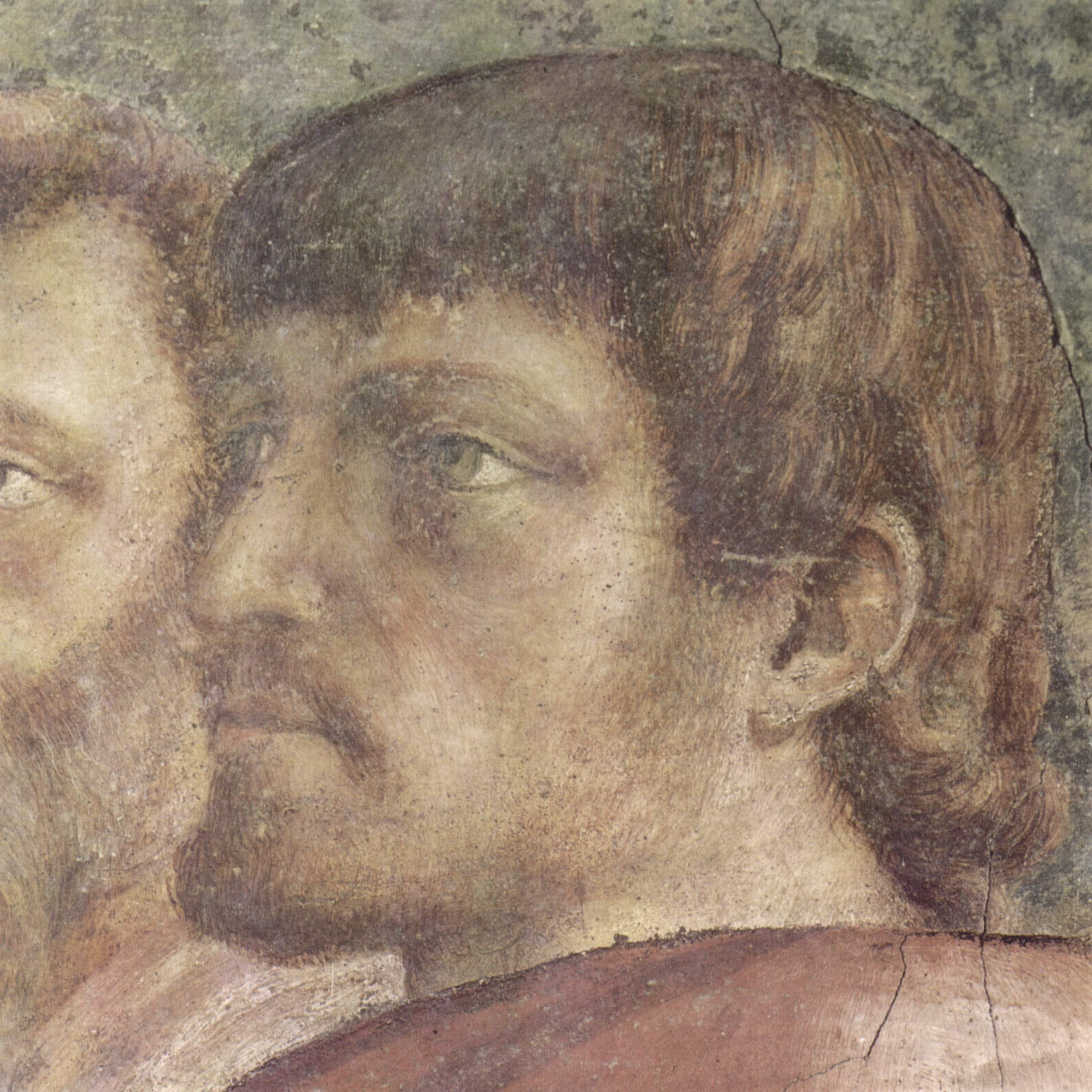
«Диво з динарієм» (деталь), бл. 1425, каплиця Бранкаччі, Санта-Марія-дель-Карміне, Флоренція
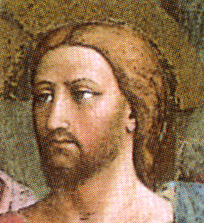
«Диво з динарієм» (деталь), бл. 1425, каплиця Бранкаччі, Санта-Марія-дель-Карміне, Флоренція
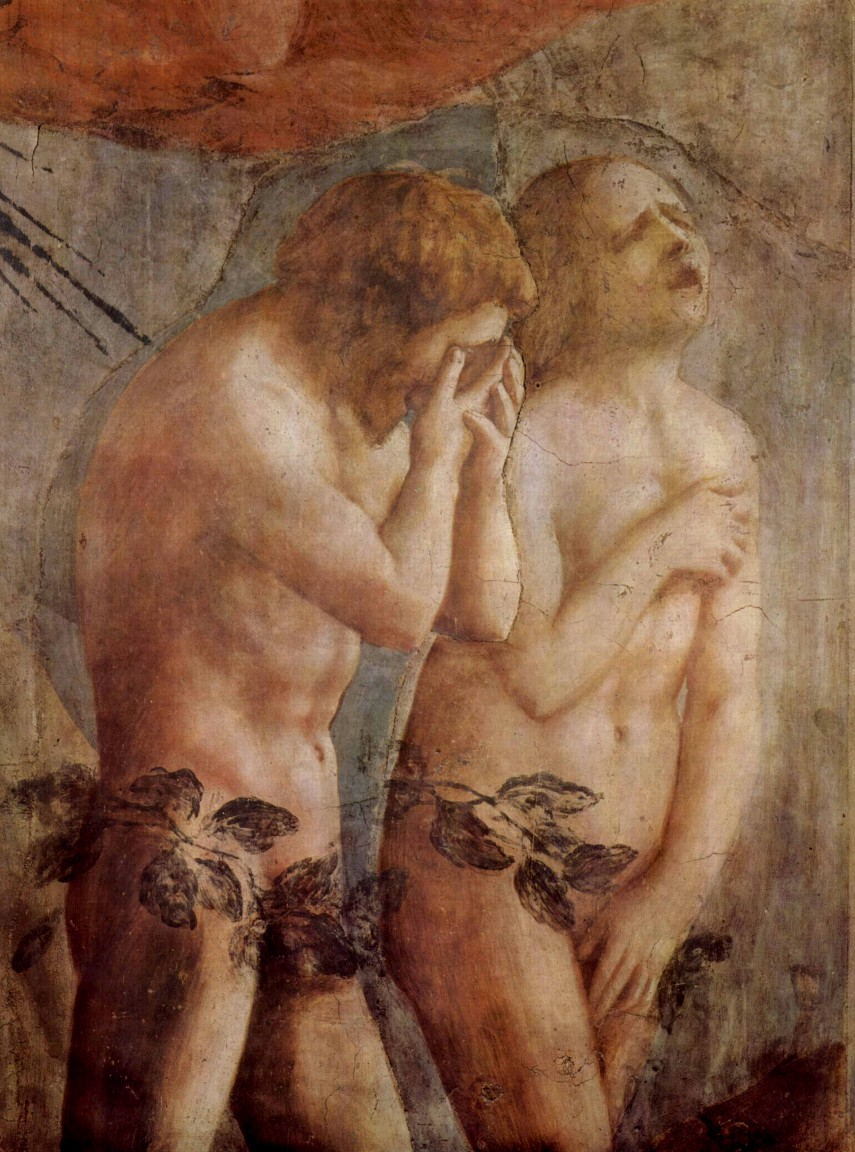
«Вигнання з Раю» (деталь до реставрації), Флоренція
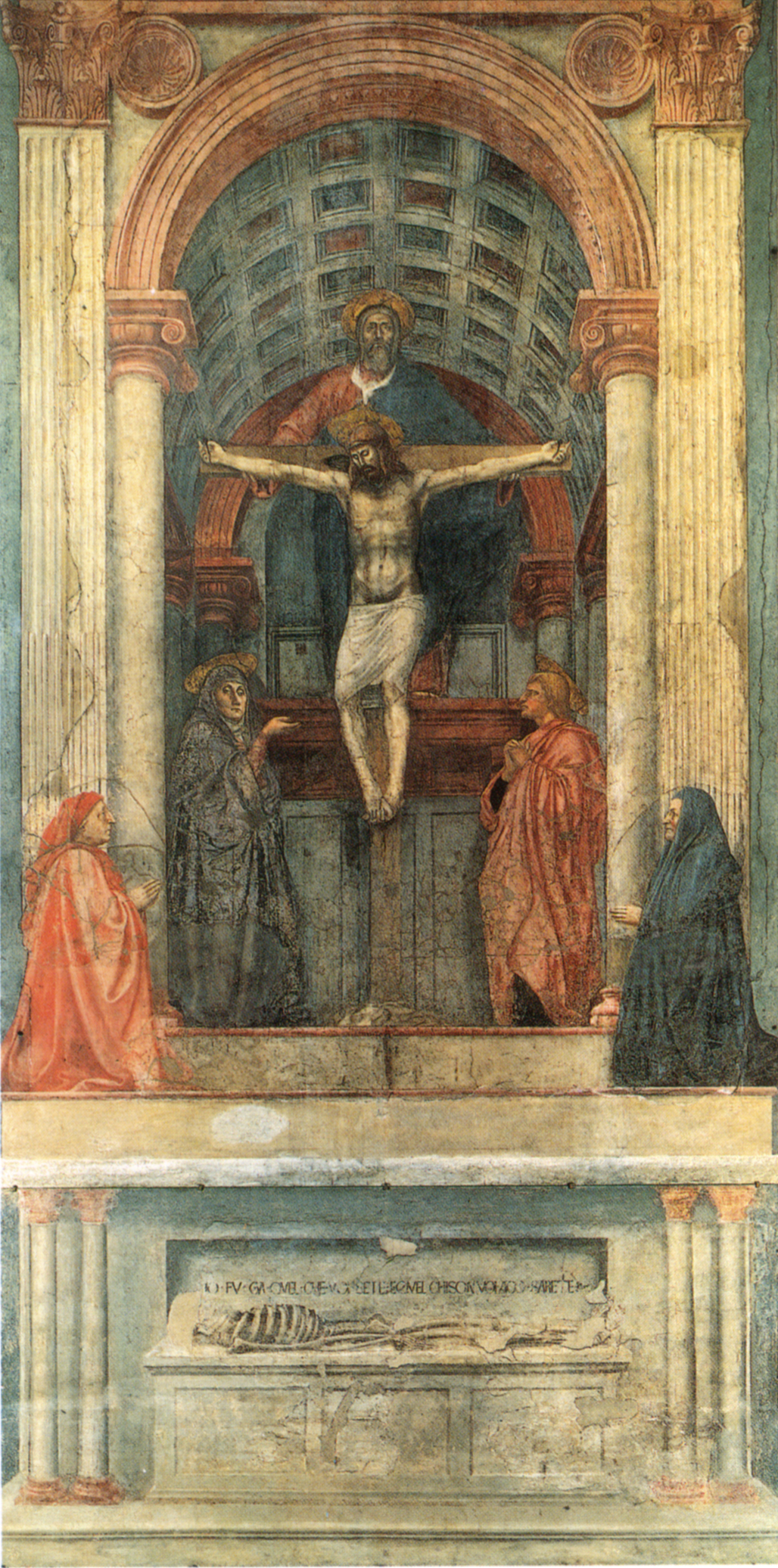
«Св. Трійця», Флоренція, фреска
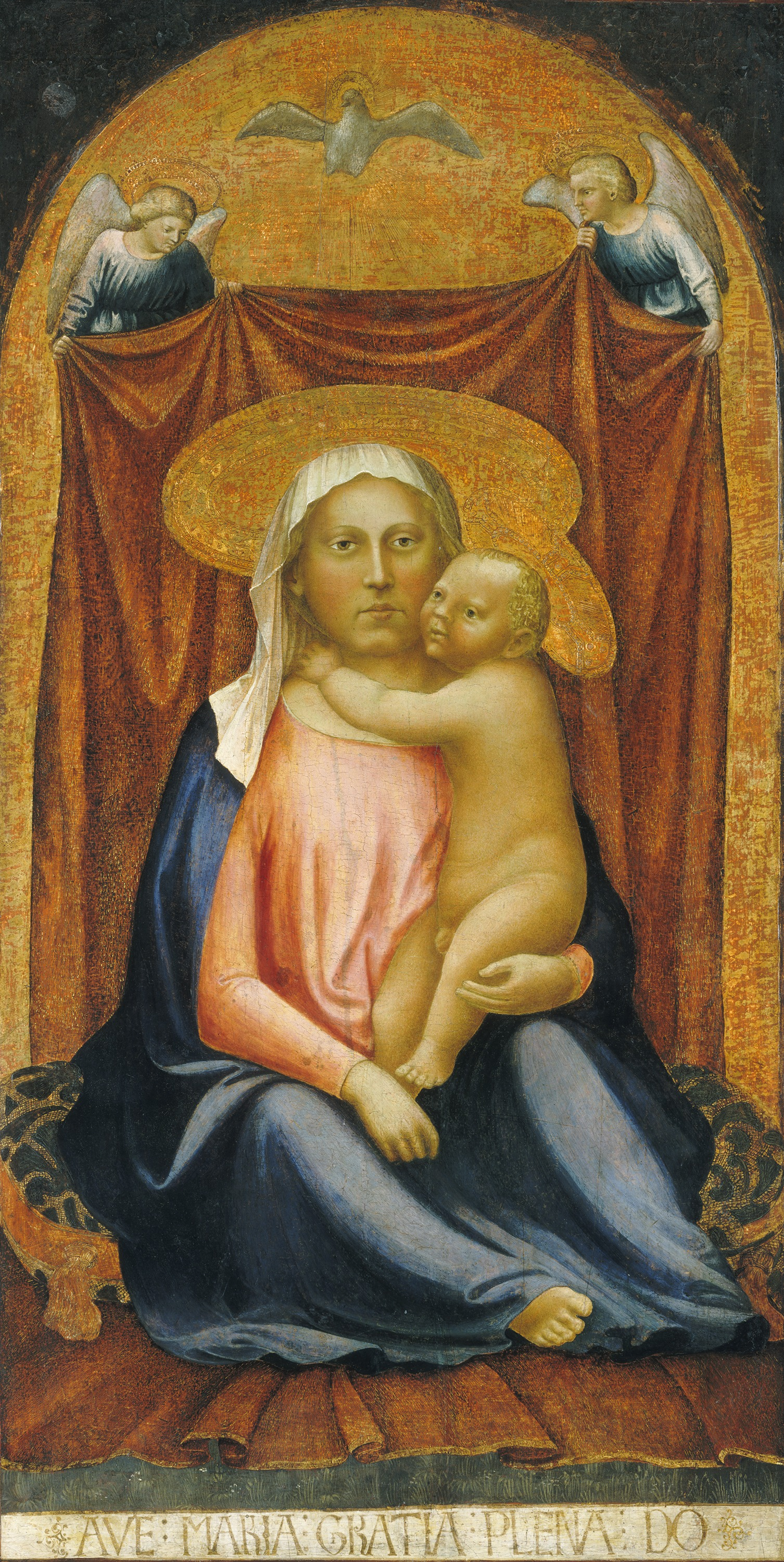
«Мадонна з немовлям», 1424-25, Національна галерея мистецтва, Вашингтон
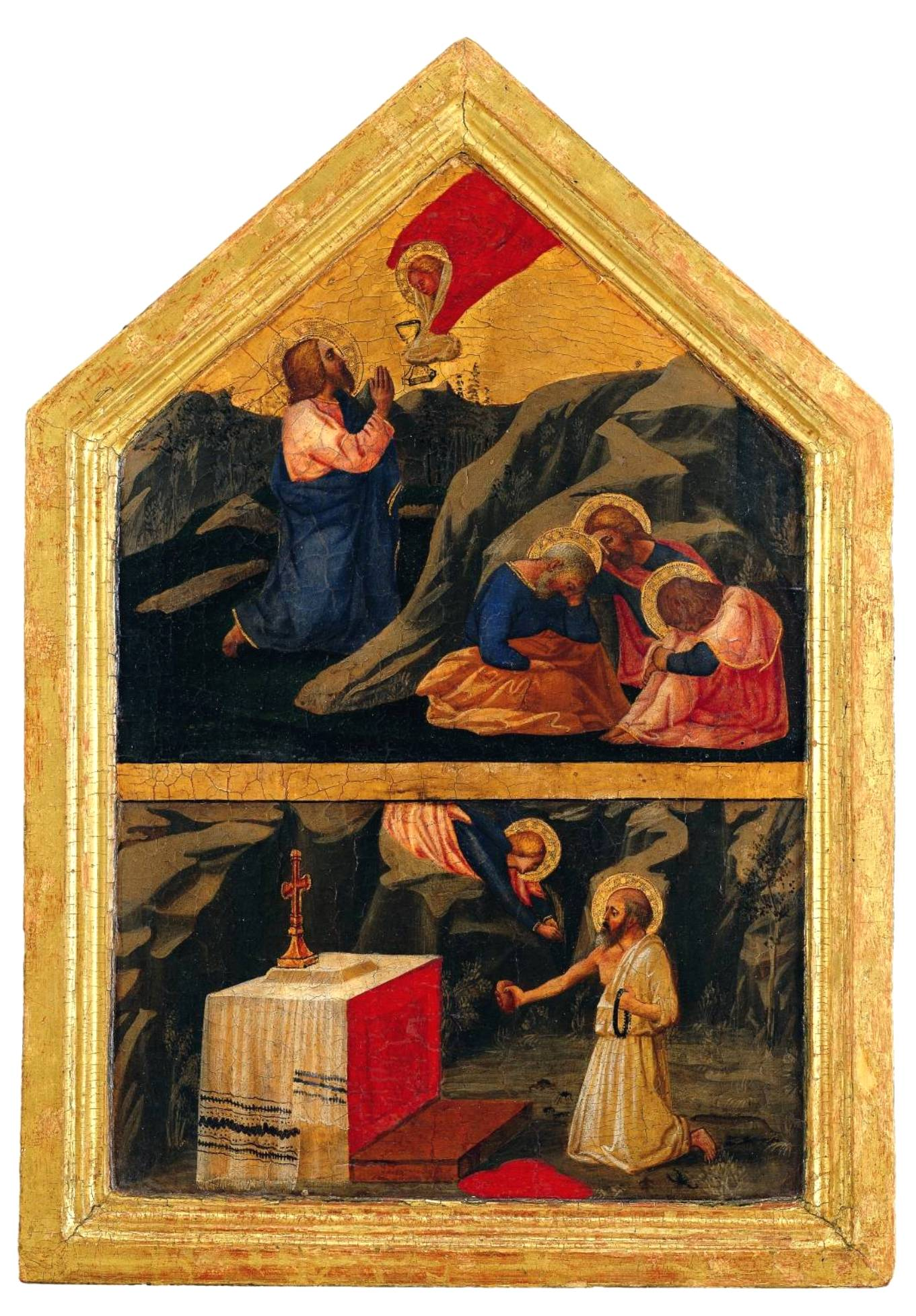
«Моління в Гетсиманському саду», бл. 1426, Музей Лінденау, Альтенбург